# Victor Bartholomin
Victor-Claude Bartholomin est un danseur et maître de ballet français né à Paris en 1799 et mort à Belleville le 13 mai 1859.
Danseur figurant au Théâtre de la Porte-Saint-Martin dès 1814, puis au Cirque-Olympique en 1822 et 1823, Bartholomin danse probablement à Lille cette dernière année et débute ensuite au Théâtre de la Monnaie de Bruxelles le 28 avril 1824, comme coryphée dans Le Déserteur de Jean Dauberval. Marié à Sophie-Charlotte Monchy, il a d'elle deux enfants, Louise-Adélaïde, dite Adèle (née en 1823), et Jean (né en 1826).
La carrière de Bartholomin est assez discrète et laisse peu de traces dans les chroniques : il faut attendre 1828 pour qu'il fasse parler de lui comme chorégraphe. Bartholomin est en effet l'auteur du Triomphe de Sylla ou le Siège de Préneste, ballet héroïque en trois actes, dont Charles-Louis Hanssens a composé la musique et que Jean-Antoine Petipa a mis en scène. L'œuvre n'aura cependant que trois représentations. Dans sa Petite biographie des acteurs et actrices de Bruxelles, Frémolle écrit : « Peu remarquable comme danseur, M. Bartholomin est peut-être le meilleur mime de notre Théâtre ».
En 1830, il crée Le Pied de mouton, grand ballet pantomime en six petits actes, qui réussit mieux. En 1831, Bartholomin devient maître de ballet lorsque la famille Petipa quitte Bruxelles pour un temps ; il donne alors libre cours à ses talents de chorégraphe et présente successivement La Lampe merveilleuse et L'Enchanteresse (1832), Une fête vénitienne et Un dimanche à Pontoise (1833). Au retour d'Antoine Petipa, il partage avec lui la charge de maître de ballet pendant deux saisons, au cours desquelles il crée encore en 1834 La Naissance d'Arlequin (au Théâtre Panorama-Dramatique) et Xaïla ou la Fête assyrienne (au Théâtre royal de la Monnaie). Il met également en scène les parties de danses pour des œuvres lyriques telles que Faust de Théaulon et Jacqueline de Bavière de Prosper Noyer (1834), Gustave ou le Bal masqué de Scribe et Auber (1835). Le 3 septembre 1835, il remonte pour la scène bruxelloise le célèbre ballet de Filippo Taglioni La Sylphide, créé à l'Opéra de Paris le 12 mars 1832. Durant cette période, l'une de ses égéries est Mlle Ambroisine.
Bartholomin dirige le Conservatoire de danse de Bruxelles de 1831 à 1833 et de 1835 à 1837, date à laquelle il quitte la Belgique. Maître de ballet à Lyon de 1837 à 1839, puis à Marseille en 1839 et 1840 (où sa fille Adèle est deuxième danseuse), il sillonne ensuite l'Espagne. Durant la saison 1840-1841, il remonte notamment à Barcelone La Jeune Tyrolienne, ballet qu'il avait créé à Lyon deux ans auparavant. Bartholomin revient à Lyon de 1844 à 1846, puis il est à Vienne la saison suivante et à New York en 1847. Il reparaît à Bruxelles en 1850, pour créer son ballet La Jolie Bretonne ou le Palais et la Chaumière. En 1853, il crée à Amsterdam Inès ou le Couronnement funèbre. De 1854 à 1856, il dirige le ballet de Bordeaux puis revient à Paris où il meurt en 1859.

## Principaux ballets
- Le Triomphe de Sylla, ou le Siège de Préneste (Bruxelles, 19 juin 1828)
- Le Pied de mouton (Bruxelles, 22 février 1830)
- La Lampe merveilleuse (Bruxelles, 30 mars 1832 ; Lyon, 22 septembre 1837 ; Marseille, 22 octobre 1839 ; Barcelone, octobre 1840 ; Madrid, juillet 1842 ; Vienne, 1846)
- L'Enchanteresse (Bruxelles, 25 décembre 1832 ; Barcelone, octobre 1841 ; Madrid, décembre 1842)
- Une fête vénitienne (Bruxelles, 19 février 1833)
- Un dimanche à Pontoise (Bruxelles, 28 juin 1833)
- La Naissance d'Arlequin (Bruxelles, 8 juillet 1834)
- Xaïla, ou la Fête assyrienne (Bruxelles, 26 novembre 1834)
- La Sylphide (Bruxelles, 3 septembre 1835)
- Valentine, ou le Prince villageois (Paris, Odéon, 17 décembre 1836)
- L'Homme de destin (Lyon, 26 décembre 1837)
- La Jeune Tyrolienne, ou le Retour au hameau (Lyon, 1838 ; Barcelone, 1840 ; Madrid, 1842 ; Vienne, 1848 ; New York, 2 novembre 1847, sous le titre La Jeune Dalmate, ou le Retour au village)
- Isoline, ou la Châtelaine bergerette (Lyon, 4 janvier 1838)
- Zanetta, ou la Servante maîtresse (Lyon, 13 février 1838)
- Les Deux roses, ou une Fête d'Andalousie (Lyon, 16 novembre 1838 ; Bordeaux, 1856)
- Azélia, ou l'Esclave syrienne (Barcelone, 23 décembre 1840 ; Lyon, juillet 1844 ; Bordeaux, 1854, sous le titre Zélida)
- Eglantina ó El Señor de la aldea (Barcelone, avril 1841)
- Pizarro ó La conquista del Perú (Madrid, 10 mars 1843)
- Atim et Zora, ou l'Embrasement du harem (Lyon, 23 octobre 1844)
- Olizka (Barcelone, avril 1841 ; Lyon, 15 janvier 1845)
- Les Amants de Castille, ou la Fiancée fantastique (Lyon, mars 1846)
- Elina, oder Die rückehr in' dorf (Vienne, 1847)
- Inès, ou le Couronnement funèbre (Amsterdam, mars 1853)